# Francesc Vera Casas
Francesc Vera Casas   (Sollana, 1953) és un fotògraf valencià.

## Biografia
Fill de Joaquín Vera Durà, mestre, i de Consuelo Casas Estarelles, Francesc Vera Casas va nàixer el 18 de juny de 1953 a Sollana, en la Ribera Baixa del Xúquer, sent el més gran de 5 germans; cursà el batxillerat a l'Institut Lluís Vives de València i al Centro Politécnico d'Enseñanza de Sueca; va estudiar primerament magisteri i posteriorment es va llicenciar en Filosofia i Ciències de l'Educació en la Universitat de València, més endavant es va doctorar en Comunicació Audiovisual en la Universitat Politècnica de València. A més de l'activitat com a fotògraf s'ha dedicat a la docència d'aquesta disiciplina, primer al Centre Fotogràfic Visor de València i posteriorment a la Facultat de Belles Arts de Sant Carles.
Francesc Vera va prendre contacte amb la fotografia, per primera vegada, quan, als 19 anys, entrà a formar part del grup de teatre independent PTV; un dels integrants tenia un rudimentari laboratori fotogràfic on es va iniciar en els rudiments del procés de revelatge. Anys després muntaria el seu propi laboratori i prendria contacte amb el cercle de fotògrafs que es reunien al voltant de la Galeria Visor de València
Realitza la primera exposició el 1984 sobre l'arquitectura modernista suecana com un exercici formal amb enquadraments tancats i l'ús de diagonalitzacions. L'any 1985 inicia una sèrie d'autoretrats i de retrats d'amistats i persones properes, que continuarà fins al 1992, culminat-la amb uns retrat de Joan Fuster i Ortells. Durant un viatge a Viena amb motiu de participar a una exposició de fotografia valenciana organitzada per la galeria Visor realitza la sèrie Walz, que més endavant donara pas a una sèrie de nocturnes (1986-1990) on experimenta amb el moviment de la càmera i el contrast entre llums i ombres. Entre 1991 i 2000 se centra en la fotografia de paisatges que donarà pas a la sèrie Paisatge mínim.
Entre 2003 i 2008, en adoptar la fotografia digital i l'ús del color, realitzà la sèrie Urbs mínima, en la qual mostra espais urbans amb els mínims elements en la imatge.
Col·laborador habitual de l'escriptor suecà Xavier Serra, retratà les personalitats ressenyades en els quatre volums de Biografies parcials d'aquest autor (editorial Afers).
El 2015 començà a treballar amb l'aplicació mòbil Hipstamatic, fruit de la qual creà la sèrie A colp d'ull, exposada en l'Espai d'Art Fotogràfic:
d'ençà ha combinat l'ús de la seua màquina de retratar amb la de l'iPhone.

## Exposicions Col·lectives
- - Spanische Fotografie aus Wien. Fotogalerie Wien, Viena (Àustria). 1986.
  - Música de banda. Per encàrrec de la Comissió Organitzadora del Centenari del Certamen Internacional de Bandes Civils de València. València. 1986.
  - Saló de la fotografia contemporània. Interart'86, Fira Mostrai Internacional. València. 1986.
  - Amb suport reproduïble. Universitat de València. 1988.
  - València, darreres imatges. Sala Arcs. Fundació Caixa de Barcelona. Barcelona. 1988.
  - Art català contemporani. Palau dels Reis de Mallorca. Perpinyà. 1989.
  - Fotografia de nit. Sala Parpalló. València. 1989.
  - Entre los ochenta y los noventa. Pavelló de la Comunitat Valenciana. Exposició Universal de Sevilla. 1992.
  - El teléfono en la fotografía. Fundación Telefónica. Madrid. 1993.
  - 25 fotógrafos valencianos. Exposició Internacional d'Ise (Japó). 1995.
  - Topografies, mirades sobre els paisatges de Pla i Fuster. Sueca, Palafrugell i Barcelona. 1997.
  - Libros. Galeria Railowsky. València. 2000.
  - Fotògrafs actuals i la seua mirada sobre la República. Universitat de València. 2001.
  - La fotografia en la col·lecció de l'IVAM. IVAM. València. 2005.
  - Plaers de butxaca. galeria Rosalía Sender. València. 2004.
  - La imagen inquieta. Galeria Railowsky. València. 2005.
  - 6000 estúpids i 10 més. Itinerant. 2014-2015.
  - 10 al N[V]ostre gust. Itinerant. 2017.
  - Sobre l'espai i l'instant. Itinerant. 2020.

## Exposicions individuals
- - Arquitectura modernista suecana. Sala municipal d'exposicions. Sueca. 1984.
  - Walz. Galeria Railowsky. València. 1986.
  - Nocturnes. Galeria Visor. València. 1990.
  - Un dia. Galeria Viciana. València. 1996.
  - Bellreguard vist per Francesc Vera. Casa de la Cultura de Bellreguard. 1996.
  - Fotografies mimades (en col·laboració amb Voro Sendra). Itinerant. 1999-2000.
  - Paisatge mínim. Sala d'Els Porxets. Sueca. 2001.
  - Urbs mínima. Galeria Railowsky, València; L'Alcúdia, Sueca, Ontinyent, Almussafes i Gandia. 2008-2009.
  - A colp d'ull. Espai d'Art Fotogràfic, València. 2019.